# Пиж Іван Васильович
Іва́н Васи́льович Пи́ж (14 червня 1995, Яворів — 17 квітня 2022, ?) — солдат Збройних сил України; учасник російсько-української війни.

## Життєпис
Пиж Іван Васильович народився 14 червня 1995 р. в місті Яворові у звичайній українській родині, де панували добро, любов і злагода. Змалечку батьки виховували в нього любов до рідної землі, прищепили синові почуття поваги і чуйності до людей.
Після закінчення Яворівської середньої школи № 2 здобув вищу освіту, навчаючись у Національному лісотехнічному університеті на факультеті «Комп'ютерні науки».
Іван хотів створити міцну, щасливу родину. Задля щастя і майбутнього свого найдорожчого синочка Владиславчика, не вагаючись, на другий день вторгнення Росії, записався добровольцем до лав ЗСУ і став на захист України. 17 квітня 2022 року Іван Пиж загинув у боротьбі з московськими окупантами.

## Нагороди
Нагороджений орденом «За мужність» III ступеня.